# Bivalykabóca
A bivalykabóca, vagy amerikai bivalykabóca (Stictocephala bisonia) a kabócák (Auchenorrhyncha) alrenden belül, a púposkabócák (Membracidae) családjába tartozó amerikai eredetű faj. A 20. században hurcolták be Európába, Észak-Afrikába és Ázsiába, ahol azóta teljesen meghonosodott.

## Előfordulása
Eredetileg Észak-Amerikából származik, de a 20. században Európa-szerte meghonosodott. Valószínűleg gyümölcs szállítmányokkal hurcolták be. Első európai adata az egykori Magyarország területéről származik 1912-ből. Azóta rohamszerűen hódította meg a Földközi-tenger területét egészen Észak-Afrikáig, valamint Kirgizisztánon és Kazahsztánon át egészen Közép-Ázsiáig meg sem állt.
Folyamatosan húzódott észak felé is: 1966 Lörrach környéke, 2000-ben Darmstadt, 2003-ban Frankfurt am Main közelében, 2005-ben Main-Taunus-Kreis régióban.

## Megjelenése
A világoszöld alapszínű bivalykabóca testhossza a 6-9 millimétert is elérheti. A hatalmas, felfelé ívelő nyakpajzsa (pronotum) két oldalra irányuló, sötét árnyalatú tüskében végződik és egy széles, hátrafelé ívelő részben. Az összetett szemük gömbszerűen kiugró. A pontszemek (ocella) a homlokon (frons) könnyen felismerhetőek. Teste és lábai egyaránt világoszöldek, néhol egy kis barnával tarkított. A lábak (tarsus) vörösesbarna árnyalatúak. Az első pár szárnya bőrszerű és áttetsző.
A szürkészöld lárvák háti oldalukon egy sor sörtét viselnek. A nyakpajzs már a lárvánál jelentősen domborul. Testének hátsó szegmense keskenyedve felfelé ível.

## Életmódja
A bivalykabóca kultúrnövényzetben, gyom és cserjésekben húzza meg magát, nagyrészt vízfolyások közelében. A lárvák és a kifejlett példányok is növényi nedvekkel táplálkoznak, amit a speciális szúró-szívó szájszervükkel vesznek fel. Polifág rovarok, vagyis több növényfajt is alkalmas tápnövénynek. Fás szárúak floem nedvét csapolják meg a keringési útvonalakból, mint pl. a rózsa (Rosa), alma (Malus), körte (Pyrus), szilva (Prunus), som (Cornus), galagonya (Crataegus), nyárfa (Populus), szil (Ulmus).
A gyomnövényzet fajai közül a koronafürt (Coronilla), somkóró (Melilotus), krizantém (Chrysanthemum), üröm (Artemisia) fajokon táplálkoznak.
Bivalykabócáknak egy nemzedékük (univoltin) van évente. Az áttelelés pete formában következik be. Az első kifejlett példányok július közepén jelennek meg és október végéig lehet velük találkozni. A nőstények csoportokban helyezik le a petéket egy saját készítésű, félhold formájú kéregvájatba. A peterakáshoz az alacsony növésű rózsaféléket (Rosaceae) részesíti előnyben, ahol a peték áttelelnek. A nőstény által vájt hasadékok mindjárt első táplálékforrásként használnak kora tavasszal a frissen kelt lárvák számára. A lárvák a további fejlődésükhöz áttérnek a gyomnövényzetre és 5 vedlési stádium után fejlődnek ki augusztusra.

## Gazdasági jelentőség
A petelerakási helyek nagyon nagy számban jelenhetnek meg, sűrűn egymáshoz közel. Azok a növényi részek, melyekben a nőstény kialakította petevájatát, általában elpusztulnak. Ezen a módon a fásszárú növényzet súlyosan károsodhat, hiszen út nyílik a seben keresztül egyéb kár- és kórokozók előtt, ami különösen gyümölcsösökben okozhat nagy pusztítást.
- Szilfavész okozóját, a Ceratostomella ulmi nevű gombát is terjesztheti (vektor) a sebeken keresztül.

## Védekezési lehetőségek
Jelentős kárt fiatal gyümölcsösökben okozhat, mivel 1-3 éves gallyakat használ peterakásra. Komolyabb kár esetén ilyenkor elveszhet egy év. Ahogyan a gyümölcsös idősödik, úgy válik jelentéktelenné a bivalykabóca kártétele.
- agrotechnikai: ellenőrzött, minőségi, fertőzésmentes szaporítóanyag ültetése,
- mechanikai: a sérült, fertőzött, elpusztult vesszők eltávolítása,
- kémiai: augusztusban az egyéb károsítók elleni védekezés során a tojásrakó nőstények eredményesen pusztíthatók.

## Megjegyzés
- a petéket egy valódi fürkészdarázs[2] faj (Polynema striaticorne) parazitálhatja.
- a bivalykabóca imágói hetekig képesek parlagfüvön is megélni.